# Katoomba (Schiff, 1891)
Die Katoomba war ein Geschützter Kreuzer 3. Klasse der Royal Navy. 1888 wurde sie bei Armstrong in Elswick, heute Ortsteil von Newcastle upon Tyne, als Kreuzer der Pearl-Klasse in Auftrag gegeben und lief am 27. August 1889 als HMS Pandora vom Stapel. Am 2. April 1890 wurde sie in Katoomba umbenannt.
 Am 5. September 1891 traf sie in Sydney als Flaggschiff der Auxiliary Squadron der Australia Station mit dem Geschwader ein, dem noch die vier Schwesterschiffe Mildura ex Pelorus, Wallaroo ex Persian, Tauranga ex Phoenix und Ringarooma ex Psyche sowie die beiden Torpedokanonenboote Boomerang ex Whiting und Karrakatta ex Wizard der Sharpshooter-Klasse angehörten.

Ab 1903 diente die Katoomba vor allem zur Werbung und Erstausbildung australischer Seeleute, was die Bildung der Royal Australian Navy ermöglichte. Bis zum 16. Januar 1906 verblieb sie auf der Station und kehrte dann als letztes Schiff der Australian Auxiliary Squadron nach England zurück, wo sie am 10. Juli 1906 in Portsmouth nach Morecambe zum Abbruch verkauft wurde.

## Baugeschichte

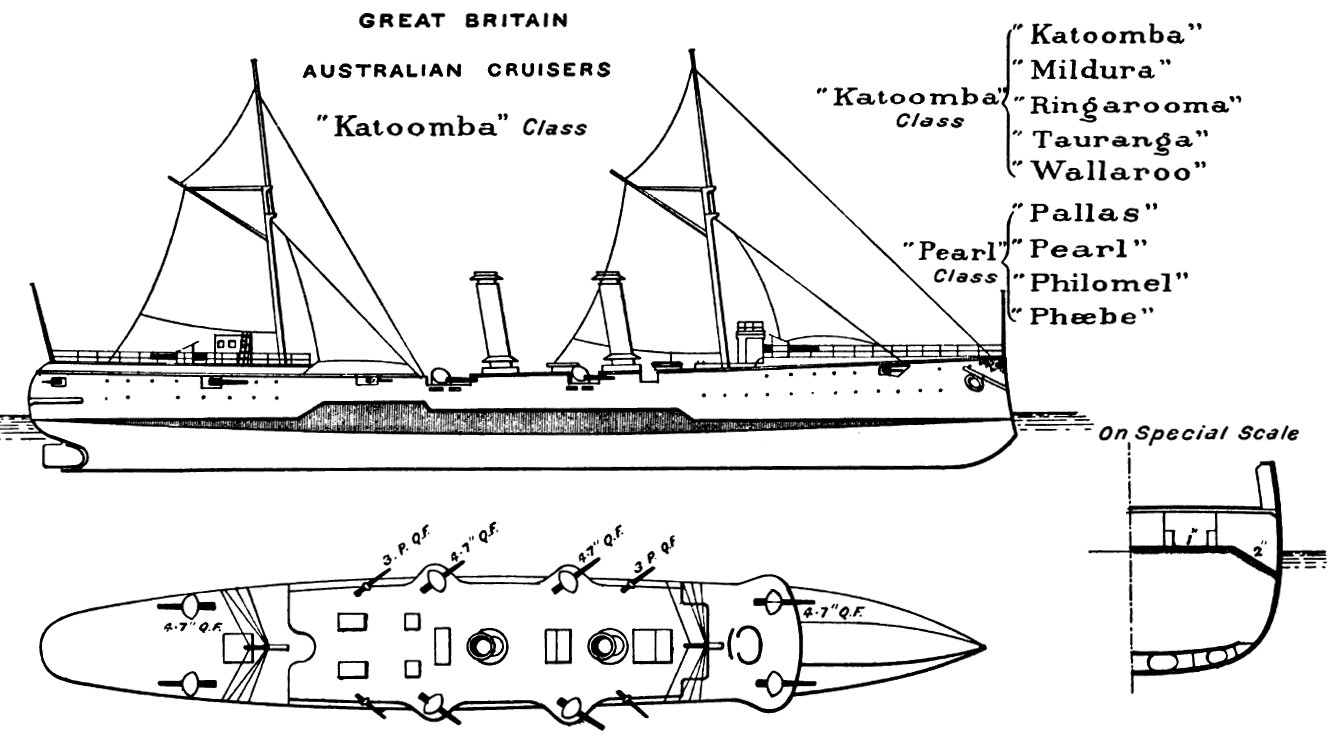
Plan der Pearl-Klasse
aus Brassey's Naval Annual, 1897

Am 15. August 1888 fand die Kiellegung von drei Kreuzern der Pearl-Klasse mit den Baunummern 542, 543 (Pelorus) und 544 (Persian) in Elswick statt. Es war der erste Bauauftrag der Royal Navy über Kreuzer, der an die Armstrong-Werft erging, die bis dahin schon etliche Geschützte Kreuzer an die Marinen anderer Länder geliefert hatte.
Von den Kreuzern 3. Klasse des Typs Pearl, den Sir William White entworfen hatte, wurden insgesamt neun Schiffe gebaut.
An den Kosten von fünf Kreuzern hatten sich die Australischen Kolonien beteiligt, um die mit dem Imperial Defence Act von 1887 beschlossene Australian Auxiliary Squadron zu schaffen. Die drei von Armstrong gebauten Kreuzer der Klasse wurden diesem Geschwader zugewiesen und erhielten daher 1890 australische Namen, wie auch die anderen Schiffe des Geschwaders. Die beiden anderen Kreuzer kamen von der Werft J. & G. Thomson in Clydebank. Die beiden für dieses Geschwader beschafften Torpedokanonenboote stammten auch von der Armstrong-Werft.

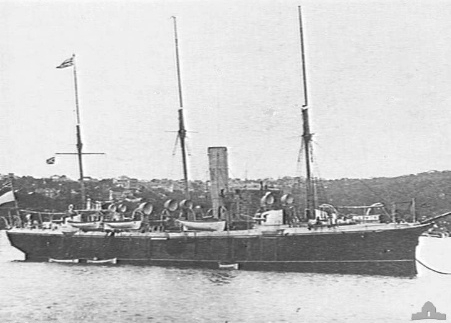
HMS Mohawk der Archer-Klasse, 1897 in Sydney

Die Schiffe der Pearl-Klasse verdrängten 2575 tn.l und erreichten mit künstlichem Zug eine Geschwindigkeit von 19 Knoten (kn). Sie galten als eine verbesserte Ausführung der Torpedokreuzer der Archer-Klasse. Die Hauptbewaffnung mit acht 120-mm-Geschützen zeichnete sich nur durch die Verwendung von Schnellfeuergeschützen aus, war aber kaum geeignet, im Kampf gegen Kriegsschiffe viel Erfolge zu erzielen. Armstrong hatte schon an andere Marinen vor allem schnellere und auch stärker bewaffnete Kreuzer geliefert.
Die drei bei Armstrong gebauten Kreuzer der Pearl-Klasse wurden als erste begonnen und die spätere Katoomba lief als Pandora als erste am 27. August 1889 vom Stapel. Die Fertigstellung der Schiffe bei Armstrong verzögerte sich durch Probleme mit den angelieferten Maschinen. Die Royal Navy übernahm die inzwischen mit australischen Namen versehenen Schiffe ab Januar 1891.
Bis Dezember 1892 stellten Staatswerften noch vier weitere Kreuzer der Pearl-Klasse fertig, die auf der Basis des britischen Flottengesetzes von 1889 beschafft wurden. Sie blieben bis zum Baubeginn der Pelorus-Klasse 1896 die einzigen Neubauten kleiner Kreuzer der Royal Navy.

## Einsatzgeschichte
Im August 1891 traf das neue australische Geschwader mit Katoomba als Flaggschiff bei Thursday Island den Panzerkreuzer HMS Orlando, 5600 tn.l., der seit 1888 Flaggschiff der Australia Station war und bis Ende 1897 blieb. Sie war bisher das einzige moderne Kampfschiff der Station, die dazu noch über eine ältere Korvette, drei Sloops, von denen zwei nur noch Vermessungsaufgaben wahrnahmen, drei Kanonenboote und den Schoner HMS Dart verfügte. Mit dem Stationsflaggschiff lief das Geschwader dann entlang der Ostküste Australiens bis zum 5. September 1891 nach Sydney und besuchte auf dem Weg schon etliche australische Häfen.

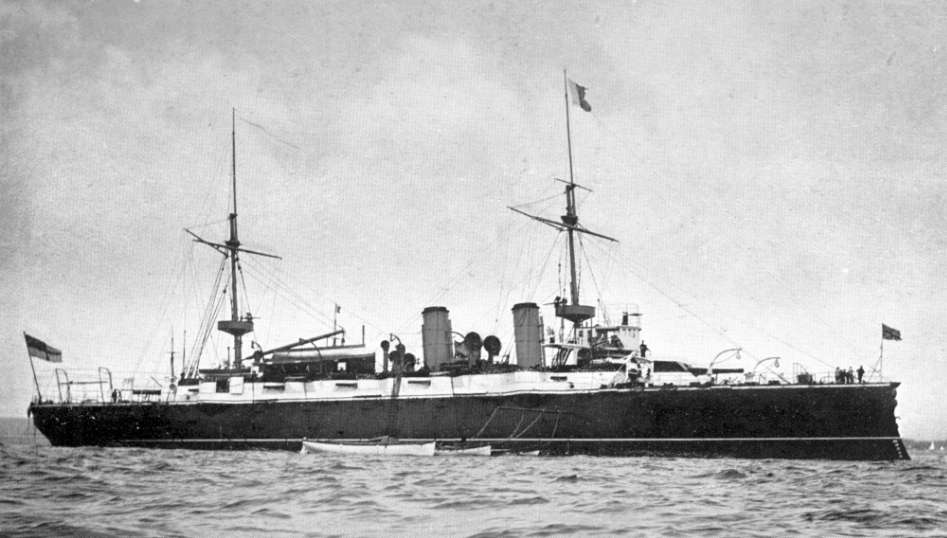
Das Stations-Flaggschiff Orlando

Für die Besatzungen der Auxiliary Squadron war ein dreijähriger Dienst auf den Schiffen des Geschwaders vorgesehen, während der auf den „normalen“ Stationsschiffen in der Regel nur zwei Jahre auf einer Auslandsstation dauerte. Von den sieben Schiffen der Auxiliary Squadron sollten in der Regel zwei Kreuzer und ein Kanonenboot in Reserve sein, für die Mildura, Wallaroo und Karrakatta als erste vorgesehen waren

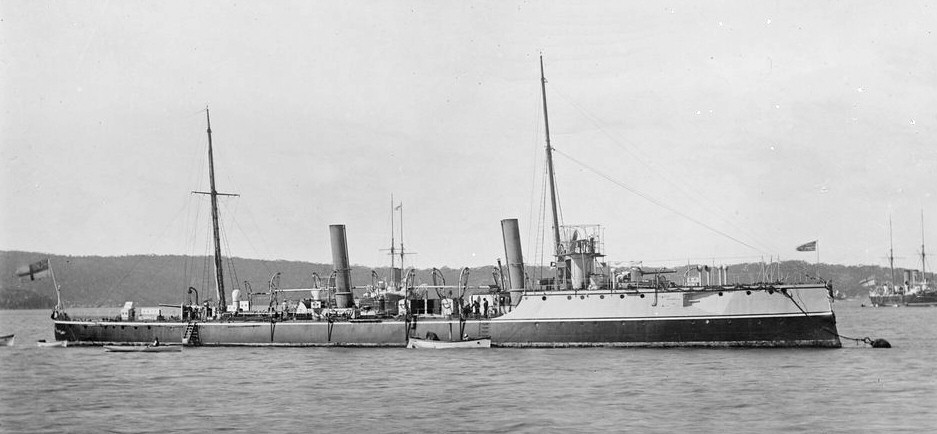
Das Torpedokanonenboot Boomerang

Die Katoomba begann kurz nach der Ankunft eine Reise nach Südaustralien und dann entlang der Westküste, die sie bis nach Fremantle führte. Auf dem Rückweg beschädigte sie sich im Hafen von Adelaide, bei einer Kollision mit dem Schlepper Yatala.
Mit dem Kreuzer Protektor (921 t, 14,15 kn, ein 8-Zoll-, fünf 6-Zoll-Geschütze) der Marine Süd-Australiens besuchte sie Anfang 1892 dortige Häfen.
Nach einer kurzen Überholung lief der Kreuzer im Juni 1892 nach Noumea und schließlich nach Neuseeland, das sich der Kostenregelung für die Australian Auxiliary Squadron angeschlossen hatte. Die Kolonie hatte daraus den Anspruch auf zwei dort stationierte Schiffe der Royal Navy, die von der Australia Station oder der Auxiliary Squadron gestellt werden konnten. Nach dreimonatigem Aufenthalt dort wurde der Kreuzer nach Samoa wegen dort ausgebrochener Unruhen entsandt. Von dort kehrte sie erst im Oktober 1893 nach Sydney zurück.

Im Südsommer 1895 war die Katoomba zusammen mit dem Torpedokanonenboot Karrakatta der Auxiliary Squadron in Neuseeland stationiert.
Ab dem 14. Mai 1896 nahm die Katoomba an der zweiten Geschwaderreise im Südwinter teil. Geführt vom Panzerkreuzer Orlando besuchten sie und die Schwesterschiffe Ringarooma und Wallaroo nach einer Überfahrt mit schwerem Sturm verschiedene Häfen Neuseelands und liefen vom 13. bis 18. Juni weiter nach Suva, um von dort dann an die Australische Küste in Queensland zurückzukehren, wo inzwischen das gleichzeitig aus Sydney ausgelaufene Kanonenboot Karrakatta eingetroffen war. Der Stationsbefehlshaber nutzte zeitweise die Wallaroo als Flaggschiff, da die Orlando in einer Vielzahl der dortigen Häfen nicht einlaufen konnte. 1897 folgte eine ähnliche Reise zusammen mit der Orlando und der Ringarooma.

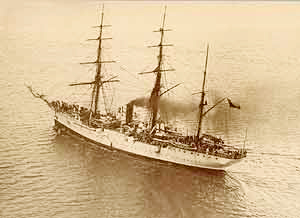
Das chilenische Schulschiff
General Baquedano

Bis 1903 machte die Katoomba normalen Stationsdienst, wobei sie häufig das Schiff des Befehlshabers in Sydney war. Ende 1897 erhielt sie eine neue Besatzung, die der Kreuzer Flora nach Australien überführt hatte, der auch die Austauschcrew für die Boomerang an Bord hatte. Im April 1903 empfing die Katoomba in Auckland als Stationsschiff das chilenische Schulschiff General Baquedano. Im November 1903 erfolgte ein letzter Besatzungswechsel. Diesmal hatten die Kreuzer Diadem und Scylla über 800 Mann nach Australien überführt, die für die Mildura, Wallaroo und die Katoomba sowie für die Wiederindienststellung der seit einigen Jahren in Reserve befindlichen Tauranga vorgesehen waren.
Nach den neuen Vereinbarung von 1901 bis 1903 wurde eine Neuformation der Australia Station vorgenommen und gleichzeitig eine Ausbildung von australischem Personal in der Royal Navy begonnen. Die Katoomba war als Wachschiff am Hauptstützpunkt Sydney vorgesehen, während die Schwesterschiffe Mildura, Wallaroo und Tauranga als Drillschiffe für die Ausbildung dienen sollten. Die Ringarooma sollte Reserveschiff werden.
Am 7. Januar 1904 kam es auf der Wallaroo vor Montague Island zu einer Kesselexplosion mit sieben Toten. Dieser erste schwere Unfall der "australischen" Marine wurde in der Presse anfangs erheblich schwerer dargestellt (43 Tote). Da zudem eine aufwendige Reparatur notwendig war, tauschte man die Aufgaben und Besatzungen von Wallaroo und Katoomba, die jetzt das für die Bundesstaaten Victoria, South Australia und Western Australia zuständige Drillschiff wurde. Ab April 1904 begann sie in ihrem Bereich Seeleute und Heizer für einen fünfjährigen Dienst in der Royal Navy zu werben, wie es beiden anderen Drillschiffe für ihre Bereiche taten.
Dazu verlegte sie regelmäßig zwischen Melbourne, Adelaide und Fremantle, wo Klassen von 20 bis 40 Mann geworben und ausgebildet wurden, die dann an Schiffe mit (teilweiser) australischer Besatzung, wie zuerst die Kreuzer Psyche und Challenger abgegeben wurden. Diese Werbungen waren recht erfolgreich, während die Werbung von reinen Reservisten mit einer Grundausbildung und einer jährlichen vierwöchigen Übung nicht die Erwartungen erfüllte.
Im Mai 1905 fiel die Entscheidung, die letzten Drillschiffe aus der ursprünglichen Auxiliary Squadron durch Kreuzer der Pelorus-Klasse zu ersetzen. Die Katoomba verließ als letzter Kreuzer der alten Auxiliary Squadron am 16. Januar 1906 die Australia Station nach Großbritannien. Am 10. Juli 1906 wurde sie für £8500 nach Morecambe zum Abbruch verkauft.

## Schicksal der australischen Schwesterschiffe
Die Tauranga hatte 1899 mit dem Torpedokreuzer Porpoise und der Sloop Royalist in den Bürgerkrieg auf Samoa eingegriffen. 1901 bis 1903 befand sie sich in Reserve, um zuletzt Ausbildungsschiff in Neuseeland zu sein. Nach ihrer Rückkehr wurde ebenfalls für £8500 im Juli 1906 an die Firma Thomas Ward zum Abbruch verkauft.

Der interessanteste Abschnitt der Dienstzeit der Mildura war die Begleitung der königlichen Yacht Ophir 1901, mit der der spätere König Georg V. mit seiner Frau Mary noch als Herzog von York Australien und Neuseeland besuchte. Die Mildura verließ Australien noch 1905 und wurde 1906 an Garnham in London für £7200 zum Abbruch verkauft.

Die Ringarooma erlitt einen erheblichen Schaden, als sie am 31. August 1894 bei Makelula Island in den Neuen Hebriden auf ein Riff lief, von dem sie der Französische Kreuzer Duchaffault abbringen konnte. 1897 bis 1900 war sie Reserveschiff in Sydney und wurde schon ab dem 22. August 1904 nach England zurückverlegt. Im Mai 1906 wurde sie £8500 an die Forth Shipbreaking Company zum Abbruch verkauft.

Die Wallaroo, die gleich nach der Ankunft 1891 bis zum 9. Mai 1894 in Reserve gewesen war, wurde als einziges Schiff auch außerhalb der Australia Station eingesetzt, als sie 1900 mit einem Transport australischen Truppen während des Boxeraufstand nach China verlegt wurde. Nach ihrem Kesselunfall vom 7. Januar 1904 nur noch Wachschiff in Sydney, begann sie kurz vor der Katoomba ihre Reise nach England. Dort wurde sie dem Trainingszentrum HMS Indus für Mechaniker in Devonport als Übungsschiff zugeteilt. Im November 1914 wurde sie Wachschiff bei der Werft in Chatham und im März 1919 in HMS Wallington umbenannt, dann aber 1920 wieder als Wallaroo an G. Sharpe zum Abbruch verkauft.

## Einsatz im Weltkrieg
Von den vier anderen Kreuzern der Pearl-Klasse kam die HMS Phoebe vom 19. Februar 1901 bis 23. Dezember 1905 auf der Australia Station zum Einsatz und wurde auch nach Rückkehr 1906 zum Abbruch verkauft. Ebenfalls 1906 zum Abbruch verkauft wurden die beiden zuletzt auf der Nordamerika Station eingesetzten Kreuzer Pallas und Pearl.

Zu Beginn des Weltkriegs waren somit nur noch zwei Kreuzer der Pearl-Klasse vorhanden. Die Wallaroo als Teil des Trainingszentrums für Mechaniker in Devonport und die am 15. Juli 1914 in Dienst gestellte HMS Philomel als Schulschiff für Bildung eigener Marineeinheiten in Neuseeland. Im August 1914 nahm sie an der Besetzung der deutschen Kolonie Samoa teil und wurde dann in den Mittleren Osten gesandt. Im Februar 1915 unterstützte sie Landungen in der südlichen Türkei, verlegte dann in das Rote Meer und schließlich in den Persischen Golf. 1917 wurde sie nach Neuseeland entlassen, wo sie abgerüstet wurde, aber erst 1947 endgültig gestrichen wurde.

## Die Kreuzer derPearl-Klasse
| Name                     | Bauwerft                  | Stapellauf | Indienststellung | Schicksal |
| ------------------------ | ------------------------- | ---------- | ---------------- | --- |
| HMS Katoomba ex Pandora  | Armstrong, Elswick        | 27.08.1889 | 24.03.1891       | bis 1906 Teil der Australian auxiliary squadron, 1906 zum Abbruch verkauft                                                                    |
| HMS Tauranga ex Phoenix  | J.& G. Thomson, Clydebank | 28.10.1889 | 27.01.1891       | bis 1904 Teil der Australian auxiliary squadron, 1906 zum Abbruch verkauft                                                                    |
| HMS Mildura ex Pelorus   | Armstrong, Elswick        | 15.11.1889 | 18.03.1891       | bis 1905 Teil der Australian auxiliary squadron, 1906 zum Abbruch verkauft                                                                    |
| HMS Ringarooma ex Psyche | Thomson, Clydebank        | 10.12.1889 | 3.02.1891        | bis 1904 Teil der Australian auxiliary squadron, 1906 zum Abbruch verkauft                                                                    |
| HMS Wallaroo ex Persian  | Armstrong, Elswick        | 5.02.1890  | 31.03.1891       | bis 1906 Teil der Australian auxiliary squadron, 1906 Schulschiff, 1919 renamed HMS Wallington. 1920 wieder als Wallaroo zum Abbruch verkauft |
| HMS Pallas               | Portsmouth Dockyard       | 30.06.1890 | 30.06.1891       | 5.1900 Westindien, 1904 Dominikanische Republik, Juli 1906 in Bermuda zum Abbruch verkauft                                                    |
| HMS Phoebe               | Devonport Dockyard        | 1.07.1890  | 1.12.1892        | 19. Februar 1901 bis 23. Dezember 1905 Australia Station, 1906 zum Abbruch verkauft                                                           |
| HMS Pearl                | Pembroke Dockyard         | 28.07.1890 | .10.1892         | Dezember 1899 Barbados, Mai 1900 Nordamerika, 1906 zum Abbruch verkauft                                                                       |
| HMS Philomel             | Devonport Dockyard        | 28.08.1890 | 10.11.1892       | 1908 Mittelmeer, dann East Indies Station, 1913 an Neuseeland abgegeben. 1914 bis 1917 Kriegseinsatz, erst am 17. Januar 1947 gestrichen      |